# Lelio Colista
Lelio Colista (Roma, 3 gennaio 1629 – Roma, 13 ottobre 1680) è stato un compositore, chitarrista e liutista italiano.

## Biografia
Finanziato dal padre, che ricopriva un'importante posizione nella Biblioteca Vaticana, Colista ha ricevuto presto un'eccellente educazione musicale, probabilmente al Seminario Romano. Ha imparato diversi strumenti, in particolare il liuto, la chitarra e la tiorba. Già all'età di 30 anni, deteneva un redditizio posto di custode delle pitture nella cappella papale. Nel decennio successivo (1660) fu maestro di cappella nella chiesa titolare di Roma San Marcello al Corso; due oratori che scrisse per San Marcello nel 1661 e nel 1667 sono andati perduti. Nel 1664, insieme a Bernardo Pasquini, fece parte dell'entourage che accompagnò il cardinale Flavio Chigi in missione diplomatica alla corte di Luigi XIV a Versailles. Negli ultimi 20 anni della sua vita, fu compositore e insegnante a Roma dove era richiesto. Fu l'insegnante di chitarra di Gaspar Sanz. Nel 1675 divenne membro dell'Arciconfraternita delle Sacre Stimatte a Roma.
Scrisse principalmente musica strumentale e, sebbene nessun pezzo sia stato pubblicato durante la sua vita, la sua influenza sui musicisti residenti a Roma e in Inghilterra fu significativa. Lelio Colista influenzò le sonate in trio di Arcangelo Corelli ed Henry Purcell attraverso le sue prime sonate da chiesa per due violini e basso continuo, che il compositore descrisse come sinfonie. Arcangelo Corelli ha citato Colista nella prefazione alla sua Opus 1 come uno dei più professori musici di Roma. Michael Tilmouth definisce Colista "senza dubbio il più importante dei modelli italiani per le triosonate di Henry Purcell", "non solo in termini di struttura complessiva ma anche nell'uso del termine 'canzona' e nella natura e nel trattamento, sia atrapuntalmente che per quanto riguarda la modifica ritmica del loro materiale tematico".
La musica di Colista fu ammirata sia dal pubblico che dai mecenati. Nel 1650 fu descritto come vere Romanae urbis Orpheus (l'Orfeo della città di Roma) dallo studioso gesuita Athanasius Kircher. Le sue opere sono solitamente indicate dal catalogo tematico di Antonella D'Ovidio, indicato come WK.